# Oleksij Kaščuk
Oleksij Mykolajovyč Kaščuk (in ucraino Олексій Миколайович Кащук?; Novohrad-Volyns'kyj, 29 giugno 2000) è un calciatore ucraino, attaccante del Qarabağ.

## Caratteristiche tecniche
È un'ala destra.

## Carriera

### Club
Ha giocato nella prima divisione ucraina con il Mariupol' e nella prima divisione azera con il Sabah ed il Qarabağ.

### Nazionale
Con la nazionale Under-20 ucraina ha preso parte al Campionato mondiale di calcio Under-20 2019, vincendolo.

## Palmarès

### Club

#### Competizioni nazionali
- Campionato ucraino: 1

Šachtar: 2023-2024
- Coppa d'Ucraina: 1

Šachtar: 2023-2024
- Campionato azero: 1

Qarabag: 2024-2025

### Nazionale
- Campionato mondiale Under-20: 1

Polonia 2019